# 梁金华
梁金华（1913年6月19日—1962年6月1日），湖南省湘阴县智峰乡人，中国人民解放军少将。

## 生平
早年家贫，辍学后帮助家里砍柴牧牛。1926年，智峰山区开始进行农民协会革命，梁金华参加农协并加入了中国共产主义青年团。1928年秋，平江县西三游击队成立，梁金华参加游击队，当司号员。1929年10月，加入中国共产党。1930年6月，中国工农红军第十六军成立，将湘鄂赣边的地方游击队编入该军，梁金华编入红16军第9师师部特务连任班长。并在阻击保安13团偷袭中立功，提升为排长。1931年3月升任副连长。红16军改编以后，梁金华被调任红军独立第二师任特务连连长。1933年2月，调任红18师54团3营7连连长。1933年3月，参加高纯城战斗，获师政治部嘉奖令奖励，并于8月升任第3营副营长。部队转战于江西桐木地区，在围攻国军63师54团的战斗中，梁金华与营长王得胜领导第3营担任主攻，歼灭一个整营。之后在打援中负伤指挥，最终病重入院。
1934年1月，梁金华从红18师调至湘鄂赣省军区司令部，先任通讯科长，后改任特务营营长。8月，湘鄂赣省军区机关遭国军包围，情况万分危急，梁金华率特务营冲进防线，打开一个突破，确保突围成功。红军主力长征后，他奉命留守打游击，并担任湘鄂赣军区短枪队队长。长征开始后，他奉命带领短枪队护送林瑞笙、罗汉全、伟萍等。1935年7月，他担任湘鄂赣军区特务大队大队长。1937年国共第二次合作，中共湘鄂赣省委与湖南省政府当局商定，共方派傅秋涛、涂正坤、钟期光为代表，与国军第50师及平江县政府的代表，在平江嘉义镇关帝庙进行谈判。梁金华组成警卫班负责确保谈判。新四军组建后，他被任命为第1支队第1团特务队队长，后改任第1团司令部作战参谋、第1支队特务营营长、第1支队第6团和第5团参谋长等职。1941年1月4日，他随主力经安徽泾县云岭地区出发，撤往长江以北。8日，部队抵达茂林时，被国军七个师包围，皖南事变爆发。他所指挥三个连孤军奋战，之后重伤被俘，囚禁于上饶七峰岩监狱。他用平江谈判的一张国民党通行证，谎称自己是国民党参谋，在伤口痊愈后与同被俘的第3营营长范林九一同趁夜脱逃。之后他在安徽南陵县五华山找到了自己的通讯员李务本的游击队，随后被护送至新四军第七师师部。当时1941年5月，新四军第七师在无为东乡召开成立大会，组成1900余人。不久成立第57团，梁金华担任团长（政委马长炎）。
1941年至1945年8月，梁金华率部转战于皖南各地。1942年春，根据毛泽东关于《恢复皖南抗战阵地》的指示，新四军在无为成立了皖南支队，隶属七师管辖。梁金华担任皖南支队司令员、黄耀南任政治委员，下辖无南大队、繁昌大队和一个独立团。之后他升任第20旅旅长等职，期间组织百余次战斗，顺利攻占南陵、铜陵、繁昌等县市。其中1944年10月，他率两个团及地方大队的兵力，奉命进行铜陵水龙山战役，击溃两千余日伪联军。抗战结束后，国共双方开始摩擦，他率领第20旅参加歼灭进犯枣庄的国军整编第26师及整编51师的进攻。第二次国共内战期间，他担任华东野战军第6纵队第17师师长，率部参加了莱芜战役，为主攻部队。孟良崮战役中，他率部为主攻部队，并获得成功。之后陆续参加豫东战役、淮海战役、渡江战役。1949年8月，被提升为中国人民解放军第24军副军长，率部到大别山进行剿匪。
1951年1月，他到中央军事学院学习一年半，结业后仍任第24军任副军长。1952年秋，率部开赴朝鲜战场，1952年9月18日参加反击作战，与美军及李承晚军进行交战。1953年，他被任命为第24军军长兼军党委副书记。1955年初，他因患病回国治疗。同年，他被授予大校军衔，以及二级八一勋章、二级独立自由勋章、一级解放勋章。1956年3月，调任中国人民解放军浙江军区副司令员。1961年，晋升少将军衔。1962年6月1日，因病在上海逝世，时年49岁（一说6月21日）。1963年被追认为革命烈士。